# 산사향노루
산사향노루(Moschus chrysogaster)는 사향노루의 일종이다. 인도와 네팔 그리고 부탄의 히말라야산맥 남부와 서부 지역에서 발견된다. 산사향노루는 우타라칸드 주의 상징 동물이다.

## 아종
2종의 아종이 알려져 있다.
- Moschus chrysogaster chrysogaster -티베트 남부, 인도의 히마찰프라데시와 우타라칸드, 시킴 주, 네팔 그리고 부탄
- Moschus chrysogaster sifanicus- 중국 칭하이성, 간쑤성, 닝샤 후이족 자치구, 쓰촨성 서부, 윈난성 북서부

히말라야 구릉 지대에서 발견되는 종은 이제 별도의 종 히말라야사향노루로 분류하고 있다.